# Bryconamericus dahli
Bryconamericus dahli är en fiskart som beskrevs av Román-valencia 2000. Bryconamericus dahli ingår i släktet Bryconamericus och familjen Characidae. Inga underarter finns listade.